# Telavar
Telavar è un comune dell'Azerbaigian situato nel distretto di Yardımlı. Conta una popolazione di 1 221 abitanti.